# Godło Mordowii

Godło Mordowii zostało przyjęte w czasie posiedzenia lokalnego parlamentu 30–31 marca 1995 r., a następnie opisane w artykule 2. konstytucji tej republiki.
Symbol ten przedstawia wyobrażenie tarczy heraldycznej o kolorystyce zgodnej z barwami mordwińskiej flagi, tj. ciemnoczerwono-biało-ciemnoniebieskiej. W centrum tarczy, na białym tle znajduje się niewielki herb stolicy Mordowii – Sarańska, przedstawiający czerwonego lisa na białym tle, a nad nim 3 strzały, położone pionowo, równolegle wobec siebie, skierowane grotami ku zwierzęciu.
Tarcza herbowa otoczona jest rodzajem tradycyjnego złotego naszyjnika noszonego przez kobiety, na którym umieszczono 7 ornamentów, oznaczającym liczbę miast kraju. Całość ta otoczona jest złotymi kłosami pszenicy, przewiązanymi wstęgami  w kolorze flagi Mordowii. Kłosy te nawiązują do tradycyjnego zajęcia ludu mordwińskiego, jakim jest rolnictwo.
W górnej części godła znajduje się ośmioramienna czerwona rozeta, obecna także na fladze Mordowii. Jest to symbol solarny, mający w rejonie północno-wschodniej Europy pozytywne konotacje, związane ze szczęściem, powodzeniem, ciepłem, ochroną przed złem itd. Znak taki, w lokalnych odmianach, umieszczony jest także na godłach innych rosyjskich republik z tego rejonu (m.in. Mari El i Udmurcji).